# دار بنحميدة (تمسكلفت)
دار بنحميدة هو دُوَّار يقع بجماعة آيت إيمور، عمالة مراكش، جهة مراكش آسفي في المملكة المغربية. ينتمي الدوّار لمشيخة تمسكلفت التي تضم 26 دوار. يقدر عدد سكانه بـ 141 نسمة حسب الإحصاء الرسمي للسكان والسكنى لسنة 2004.

## روابط خارجية
- البوابة الوطنية للجماعات الترابية نسخة محفوظة 12 مارس 2018 على موقع واي باك مشين.
- المندوبية السامية للتخطيط